# 코스모-스카이메드
코스모-스카이메드(영어: COSMO-SkyMed, COnstellation of small Satellites for the Mediterranean basin Observation)는 이탈리아의 사르 정찰위성이다. 4개가 사용중이다. 독일 사르-루페가 10시간 마다 동일지점을 지나는 반면, 코스모 위성은 1일부터 16일까지 순환주기가 가변적이다.
상업용 최대 해상도는 1m이며, 군사용 최대 해상도는 그보다 높다.
프랑스 탈레스와 이탈리아 핀메카니카의 합작법인인 탈레스 알레니아 스페이스는 한국 아리랑 5호의 사르를 제작했다.

## 같이 보기
- 사르-루페 - 독일의 사르 위성. 5개가 10시간 마다 동일지점 촬영
- 합성개구레이다(SAR)